# 南祥駅
南祥駅（なんしょうえき）は台湾桃園県亀山郷（現在の桃園市亀山区）にかつてあった台湾鉄路管理局林口線の駅。林口線で試験的に運行された旅客列車の旅客駅として設置され、付近の南崁マンションを主な対象客としていた。この地は南崁地区に属しているため、列車乗務員が車内放送でその様に注意する事があった。

## 歴史
- 2005年
  - 10月27日 - 桃園駅での開通式典[1]。
  - 10月28日 - 正式開設[2]。
- 2012年12月28日 - 林口線で最後の旅客列車が運行され[3]、翌日で廃止。

## 駅構造
- 単式ホーム1面の地上駅で無人駅。

## 駅周辺
- 南崁渓
- 桃園県蘆竹郷公所、約300メートル。

## 画像

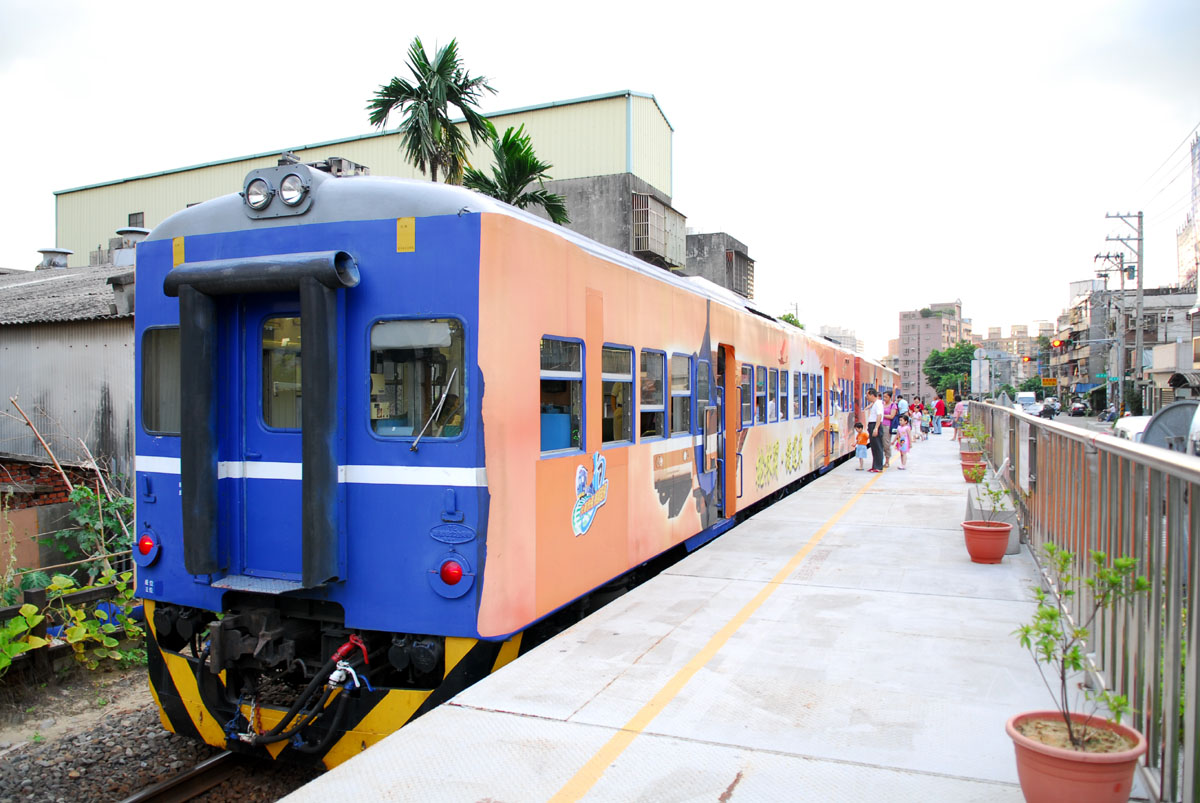
南祥駅に停車して客扱い中のDR2510気動車
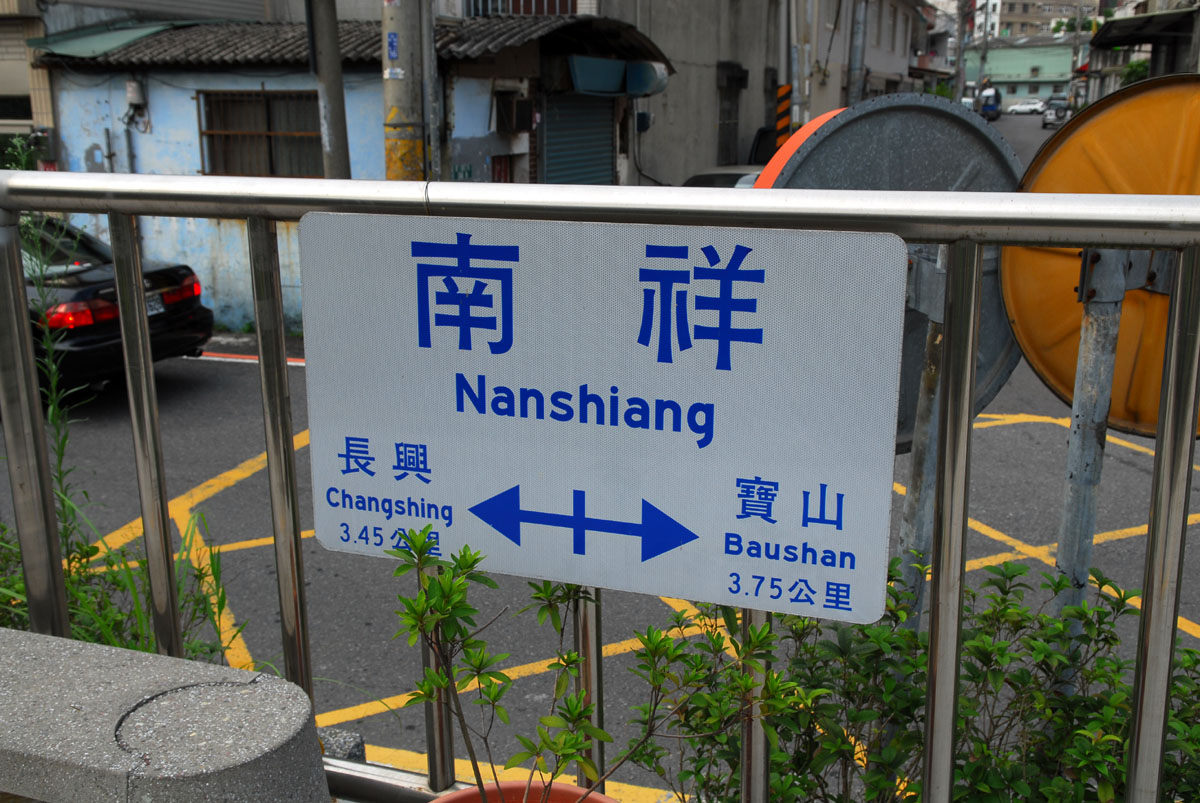
ホームの駅名標

## 隣の駅
台湾鉄路管理局
林口線（廃線）
宝山駅 - 南祥駅 - 五福駅 - 長興駅